# بات ماهوني
بات ماهوني هو محامي وقاضي وسياسي كندي، ولد في 20 يناير 1929 في كندا، وتوفي في 8 يونيو 2012 في نفس البلد. حزبياً، نشط في الحزب الليبرالي الكندي. وقد انتخب عضو مجلس العموم الكندي.